# Zoen (kus)

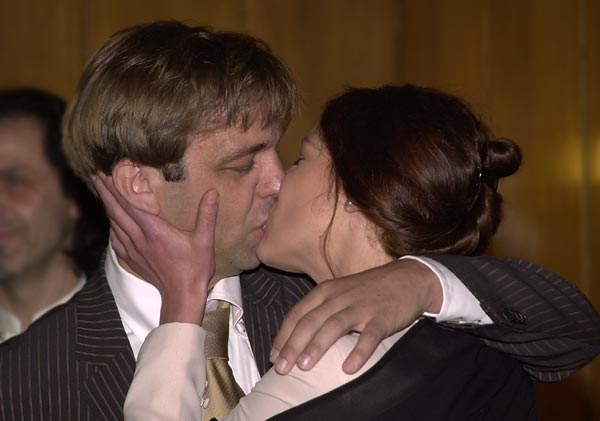
Een liefdevolle zoen

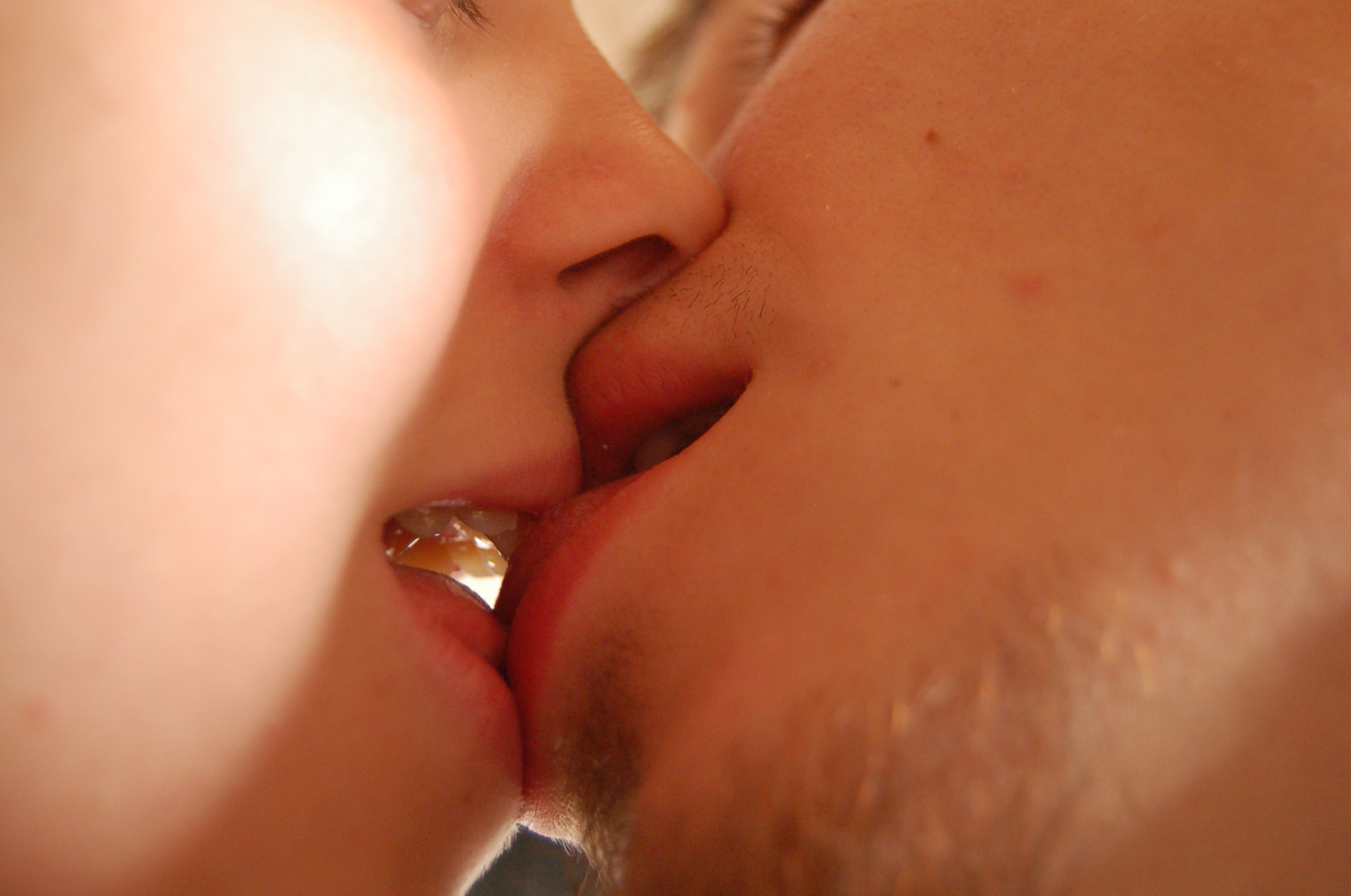
Een tongzoen

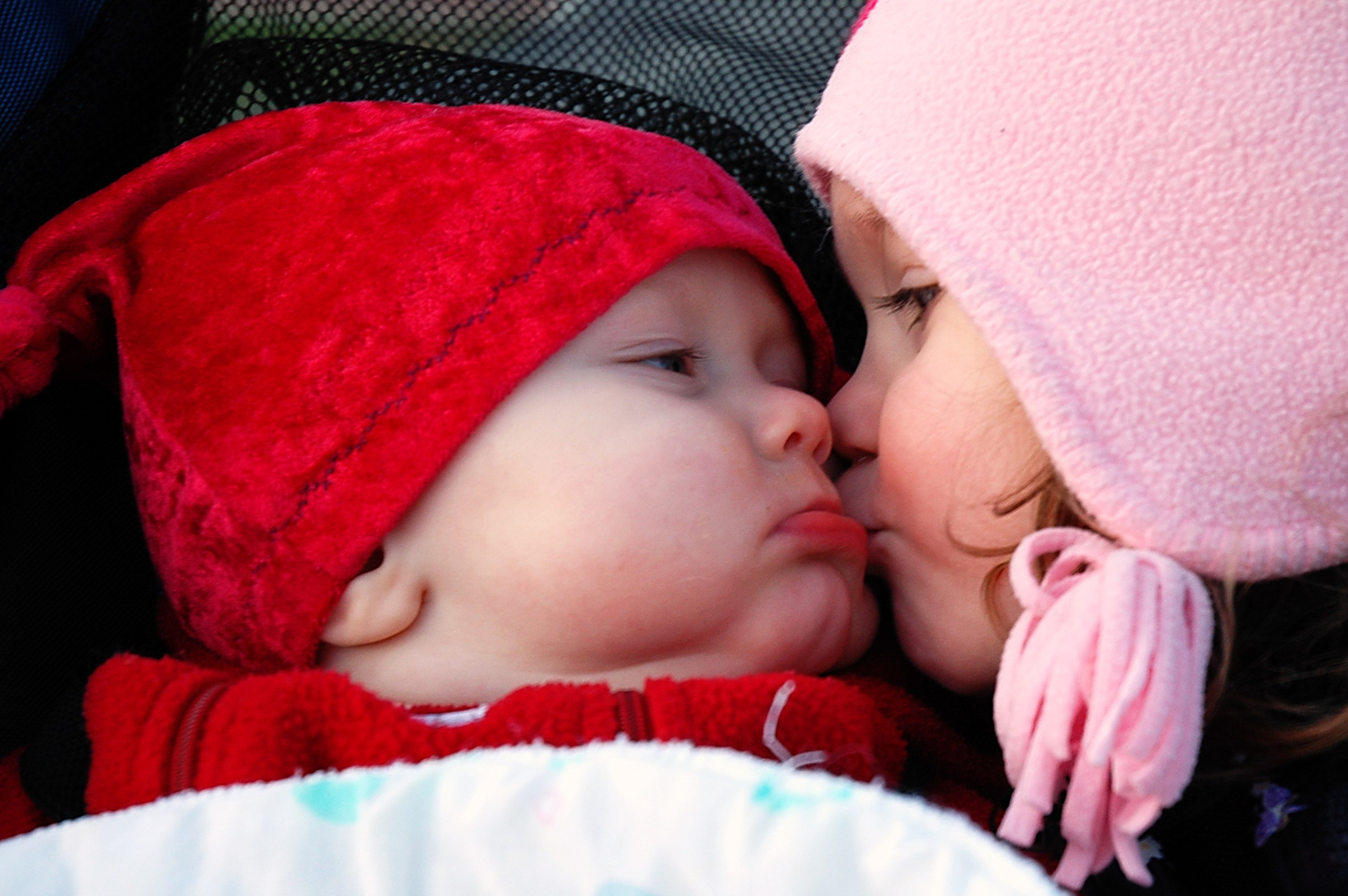
Een baby die een kus krijgt van een kind

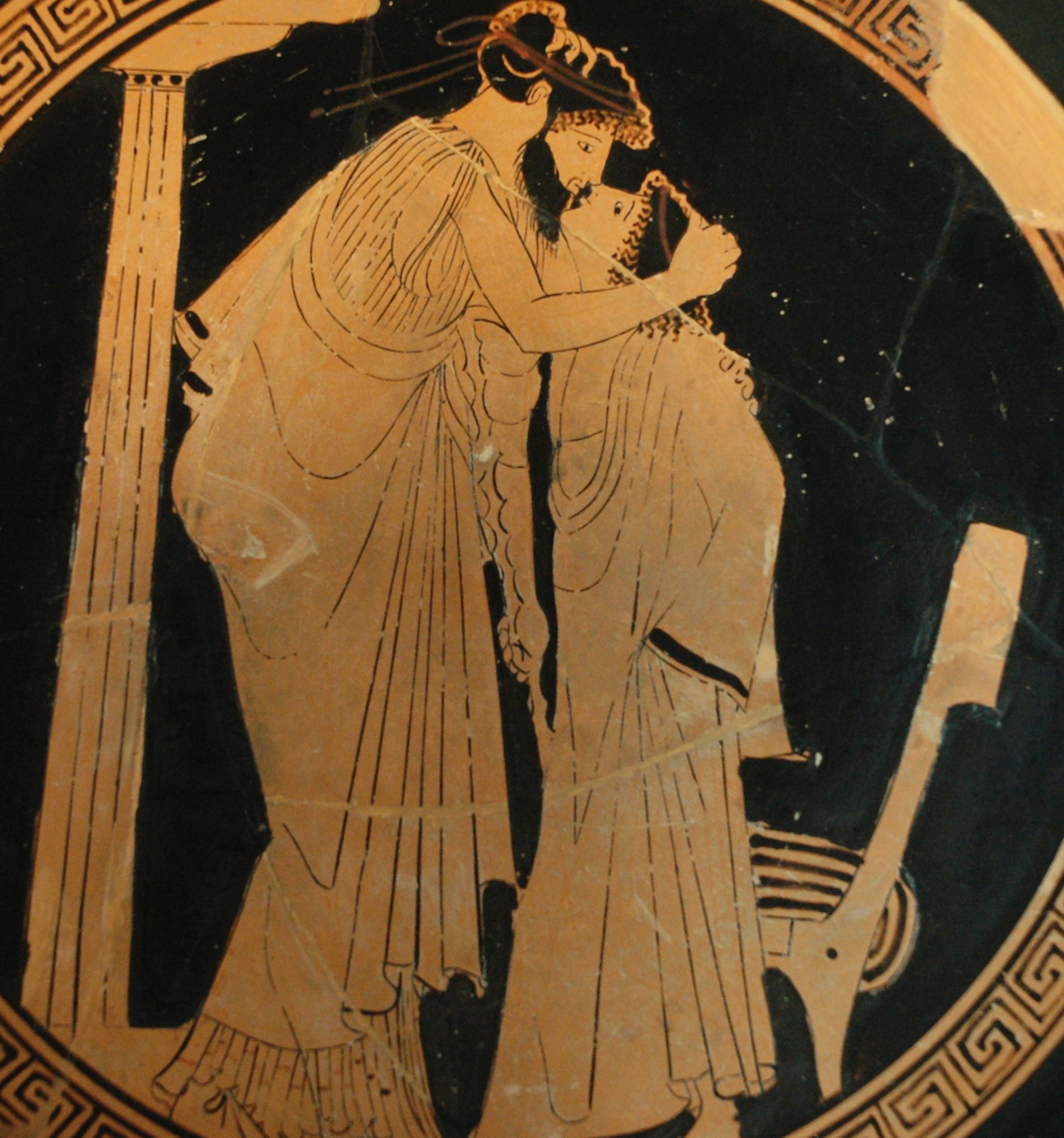
Erastes en Eromenos die elkaar kussen; detail van een Attische vaas, 480 v.Chr.

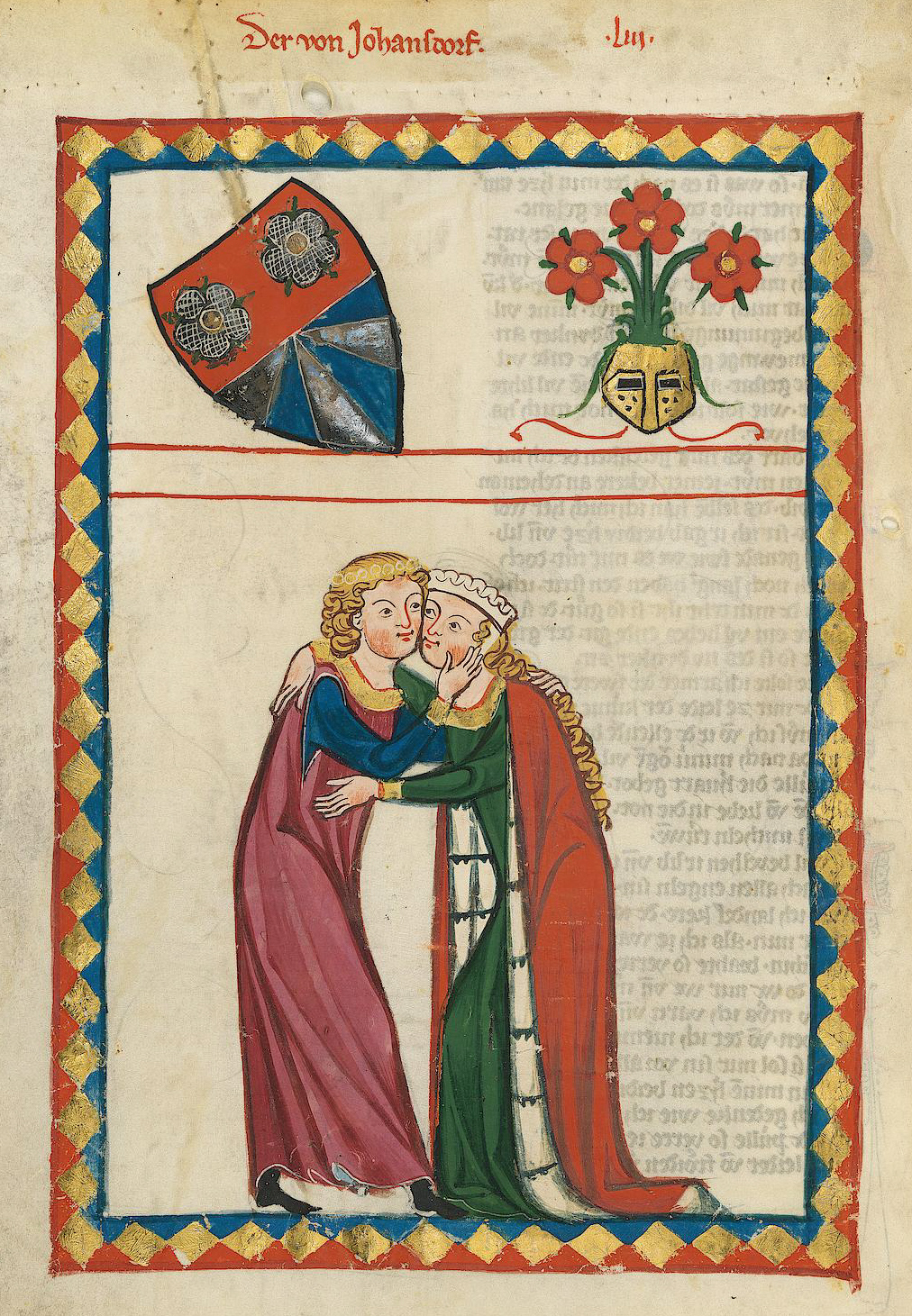
Een kus, afgebeeld in de Codex Manesse, ca. 1304

Een zoen of kus is het met de lippen aanraken van iets anders, gewoonlijk een ander persoon.

## Liefde
Een zoen is vaak een uitdrukking van liefde of seksuele aantrekking; het betreft in dat geval twee personen die elkaar wederzijds op de lippen kussen, of een persoon die de ander op verschillende onderdelen van zijn of haar lichaam kust. Dit soort kus kan de liefdes- of lustgevoelens sterk verhogen.

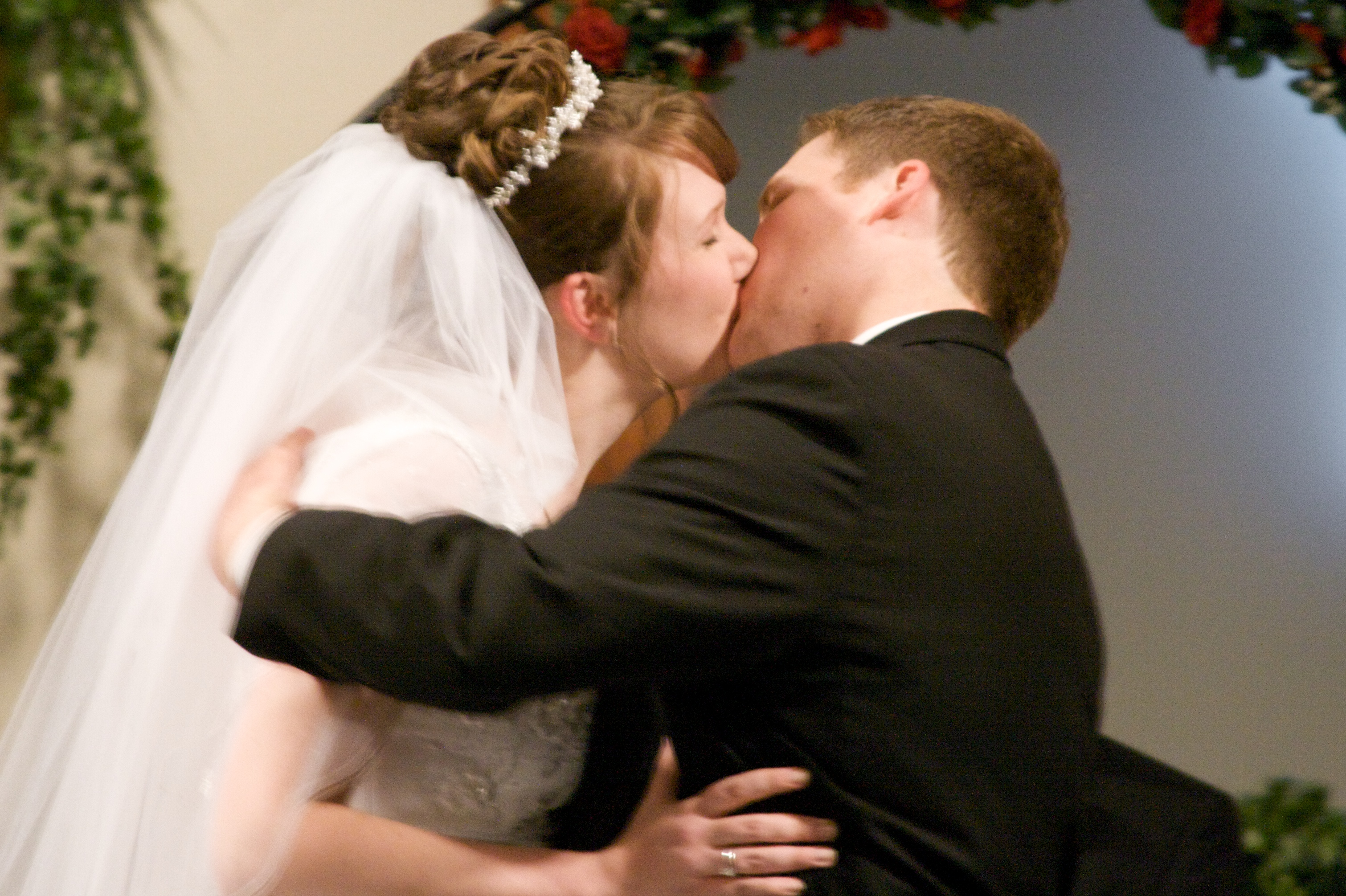
Bruid en bruidegom kussen op hun huwelijksdag

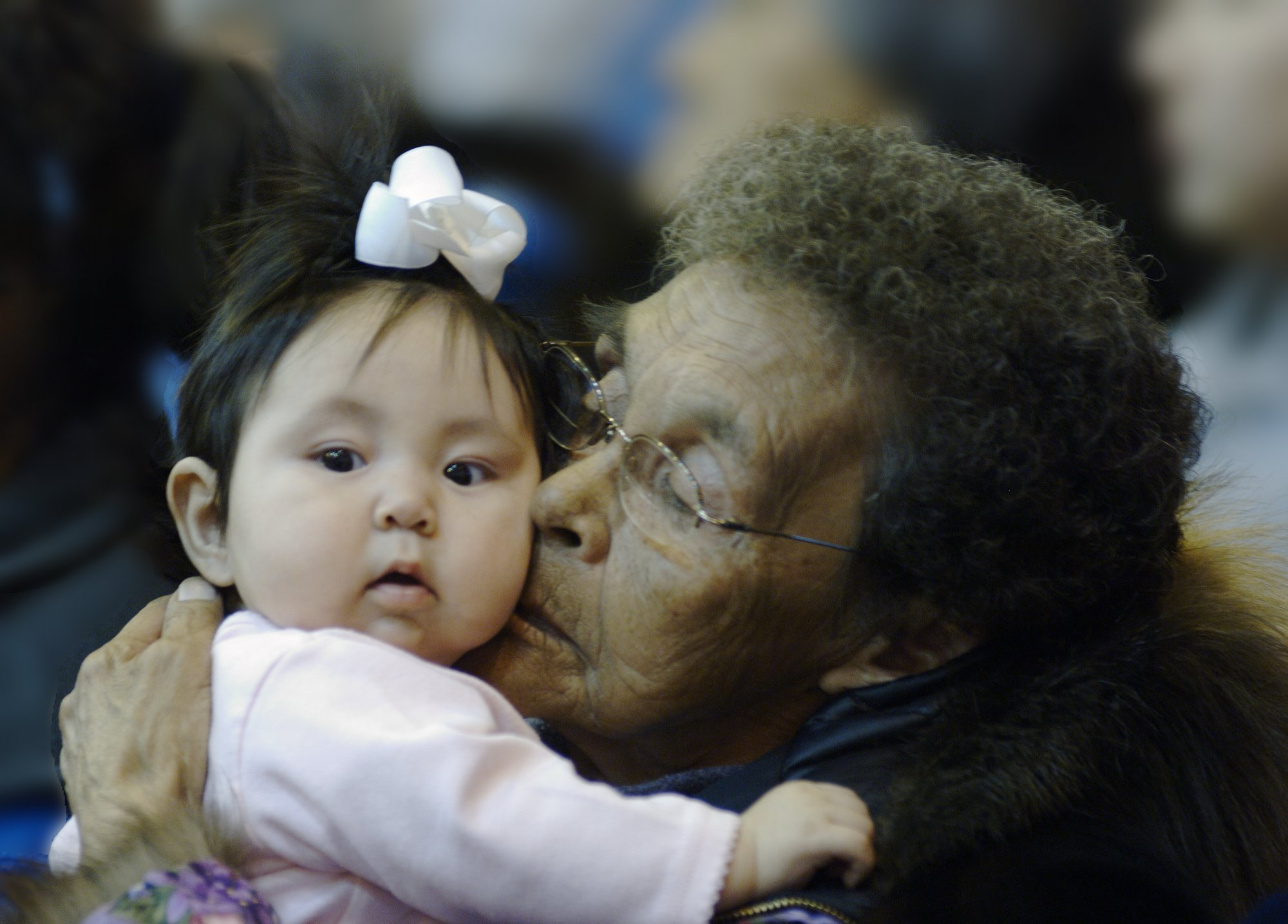
Een zoen bij de Eskimo's

Wanneer een kus geen uitdrukking geeft aan liefde is het grotendeels een symbolisch gebaar dat uitsluitend voor de waarde wordt uitgewisseld en niet voor het gevoel dat de kus teweeg kan brengen.
In een romantische of seksuele kus gaat het vooral om het lichamelijke effect. Dat maakt dat een romantische of seksuele kus veel intenser is en vaak langer duurt dan een symbolische kus.

## Begroeting
Kussen kan een groet zijn tussen twee personen. Dit behelst vaak het kussen op elkaars wangen.
De exacte manier waarop dat gebeurt en hoe vaak en met wie is sterk afhankelijk van de cultuur en verschilt daarom per land, maar ook per bevolkingsgroep en familiegebruik: in sommige families worden alle familieleden ter begroeting gezoend, in andere wordt alleen tussen mannen en vrouwen gekust. Soms worden twee kussen op de wangen gegeven, soms drie. Dat laatste is vooral gebruikelijk in onder andere Nederland en België.
In Zuid-Europa wordt vaak al bij eerste kennismaking gezoend, vooral met kinderen. De Finnen kussen elkaar vrijwel nooit.
Bij sommige speciale gelegenheden, bijvoorbeeld een prijsuitreiking, is een kus voor de vrouwen niet ongebruikelijk.
Een kus tussen twee mannen is in West-Europa minder gebruikelijk, behalve in sommige landen (Frankrijk, Wallonië in België enz.).
In de Bijbel valt meermalen te lezen dat een kus de gebruikelijke begroeting is tussen twee personen, zowel mannen als vrouwen. Berucht is de Judaskus, die Judas gebruikte om Jezus op een onopvallende manier aan te wijzen.

### Handkus

Mohammad Mossadeq geeft koningin Soraya een handkus (1951)

Bij de inmiddels minder gebruikelijke handkus raken de lippen van de man de hand van de vrouw slechts licht of net niet. In adellijke kringen is de handkus nog courant gebruik en niet verouderd.
Verwant aan de handkus is het kussen van de ring van een gezagsdrager zoals de paus. Dit kan door mannen en vrouwen gedaan worden. Het kussen van de ring van een bisschop is grotendeels verdwenen.

## Onderdanigheid
Afgezien van de liefdeskus en de begroetingskus kan met een kus ook onderdanigheid worden uitgedrukt, zoals wanneer iemand de ring van de koning of paus kust.
Wanneer paus Johannes Paulus II in een vreemd land voet op de grond zette, kuste hij altijd eerst de grond om zijn respect voor dat land te tonen.

## Trivia
- De bruid en bruidegom kunnen elkaar zoenen nadat het huwelijk is voltrokken.
- Judas Iskariot verraadde Jezus door hem te kussen.